# 交通银行旧址 (重庆)

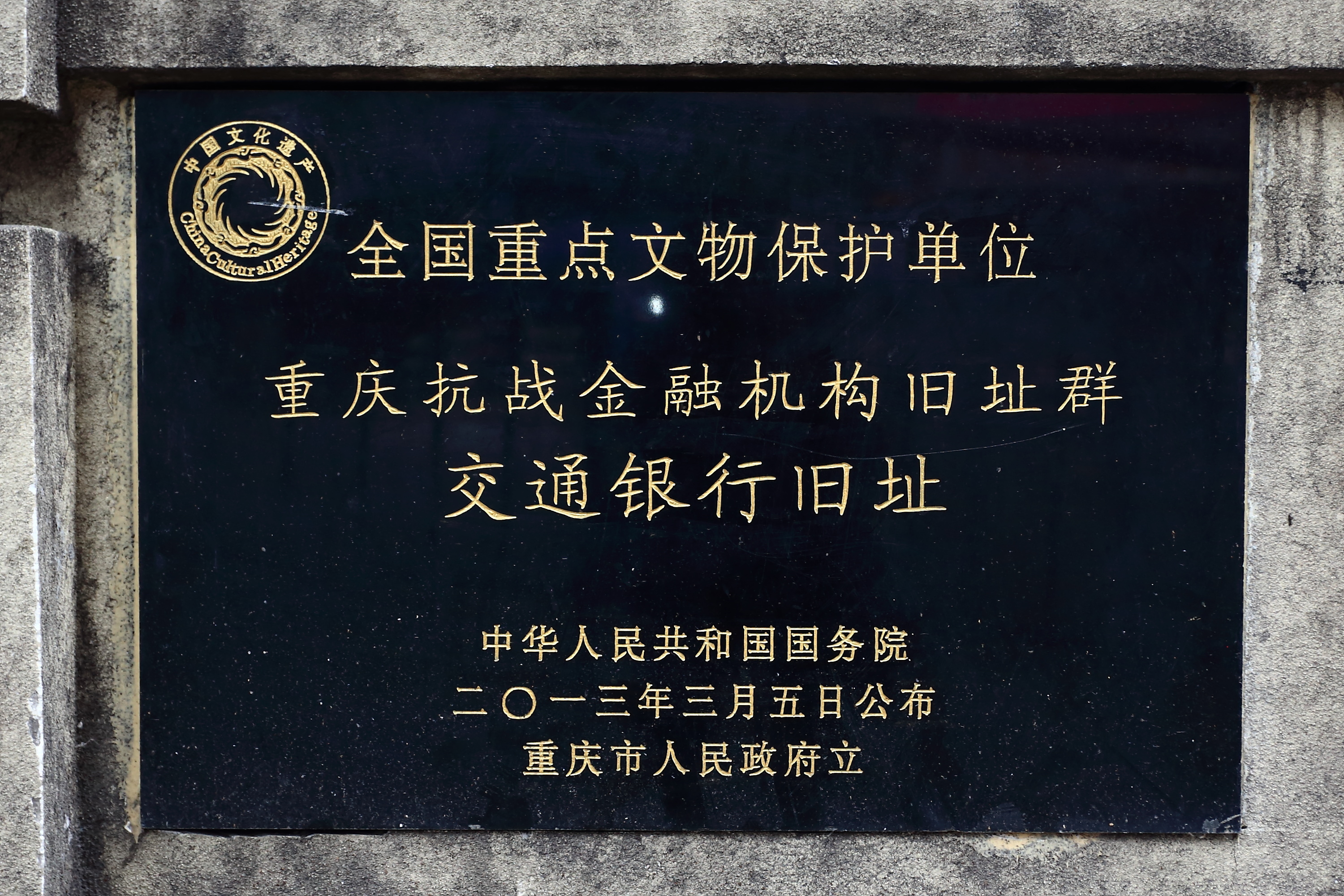
国保碑

交通银行旧址位于中国重庆市渝中区朝天门街道打铜街14号，原为交通银行所在地，现为中国建设银行使用。
1992年3月19日列為重慶市第二批市級文物保護單位，2000年9月7日列為第一批重慶市文物保護單位。2013年3月5日列為第七批全國重點文物保護單位。